# Doğan Media Group
Doğan Media Group (en turco como Doğan Yayın Holding A.Ş.) fue una empresa de medios turco, parte del conglomerado Doğan Holding. 

## Historia
La compañía fue fundada en 1997 para reunir las propiedades de medios de Doğan. Estos incluyen los periódicos como Posta, Hürriyet (incluyendo Fanatik), Radikal, los canales de televisión Kanal D, CNN Türk y la Doğan News Agency. También operó Doğan Kitap, una editora importante de libros, y Doğan Music Company, una importante discográfica. Doğan también operó instalaciones de impresión y distribución de medios de comunicación, para otros periódicos y revistas, así como propias.
De 1979 a 2011 tuvo también como propiedad a los diarios Milliyet y Vatan.
En agosto de 2014 Doğan Holding anunció su plan para hacerse cargo de Doğan Media Group con todos sus activos y pasivos, y absorberlo. La adquisición se completó el 26 de agosto de 2014 y Doğan Media Group fue disuelto. El presidente de Doğan Holding, Begüm Faralyalı, dijo que la fusión llevaría a una "gestión más simple".
En marzo de 2018, todos los medios de comunicación fueron vendidos a Demirören Group.

## Propiedades

### Periódicos
- 1979-2011: Milliyet (antes propiedad de Ercüment Karacan, vendido a Demirören Media Group)
- 1994-: Hürriyet
- 1995-: Posta
- 1995-: Fanatik
- 1996-2016: Radikal
- 1996-2007: Gözcü
- 2002-2011: Vatan (vendido a Demirören Media Group).

### Televisión
- 1994-: Kanal D (antes propiedad de Ayhan Şahenk)
- 1995-2000: Eko TV
- 1996-: Euro D
- 1999-: CNN Türk (50% con Turner Broadcasting System Europe)
- 1999-2003: Süper Kanal
- 2005-2011: Star TV (antes propiedad de TMSF, vendido a Ferit Şahenk)
- 2006-2011: Euro Star (vendido a Ferit Şahenk)
- 2007-: Kanal D Romania
- 2008-2012: TNT Turkey (50% con Turner Broadcasting System Europe)
- 2008-: Cartoon Network (50% con Turner Broadcasting System Europe)
- 2011-: NBA TV (antes propiedad de Ferit Şahenk) (50% con Turner Broadcasting System Europe)
- 2012-: teve2
- 2012-: Boing

### Radio
- 1994-: Radio D
- 2001-: CNN Türk Radio
- 2005-: Slow Türk
- 2006-2012: Radio Moda

### Páginas web
- D-Smart
- D-Smart Avrupa